# Денищич, Мария Станиславовна
Мария Станиславовна Денищич (укр. Марія Станіславівна Денищич; род. 12 декабря 2000) — украинская профессиональная футболистка, выступающая на позиции голкипера. В настоящее время защищает цвета донецкого «Шахтёра».

## Биография
Родилась 12 декабря 2000 года. Профессиональную карьеру начала в 2016 году в составе команды «Родина-Лицей». Выступала за ЖФК «Ятрань-Берестивец». Сыграла 45 матчей в Высшей лиге чемпионата Украины. После расформирования команды в 2020 году перебралась в Португалию. 20 июня 2021 года Денищич подписала контракт с едва созданным женским «Шахтёром», наряду с защитником Валерией Ольховской став первым игроком в истории клуба.
Мария Денищич имеет опыт выступлений за сборные Украины до 17 и до 19 лет.